# Academia Científica do Rio de Janeiro
Academia Científica do Rio de Janeiro foi uma associação criada em 1772, no Rio de Janeiro, apoiada pelo vice-rei Luís de Almeida Portugal, segundo Marquês do Lavradio, e sancionada pelo governo português. Em 1779, o mesmo governo a fechou sob suspeição de subversão por seus membros.  A Academia foi idealizada pelo vice-rei, visando o desenvolvimento de novas culturas para a América portuguesa, reunindo estudiosos, cientistas e pesquisadores das diversas áreas. A criação da academia foi uma das primeiras tentativas de se prôpor uma difusão maior com uma associação. A academia era composta de 9 membros onde se dedicavam a história natural, química, farmácia, agricultura e medicina.
A Academia Científica do Rio de Janeiro como escola na qual ensinavam aos homens de ciências, era um lugar de ensino e aprendizagem, representava de modo que no ambiente observava a natureza, realizava experimentos, discutia inovações e reflexões políticas, sociais e econômicas,  o que proporcionava a construção  teórico-prática  aos  seus participantes. Exercia tanto quanto associação relacionada ao vice-reinado, ultrapassava a função de subsidiar o Reino em conteúdos pertinentes para o aproveitamento econômico da colônia, o que desempenhava também aplicações de cunho educativo ao propiciar a comunicação de uma cultura científica por meio de aprendizado das ciências da natureza, demonstrando o início da educação superior nas terras brasileiras.
O final do século XVIII foi de efervescência para o surgimento de diversas organizações, ora adotando ideologias semelhantes à maçonaria; ora com ideologias opostas. Havia as que, orientadas em sentido diverso, se desenvolveram indiferentes à maçonaria – como a do tipo "Jardineira" de cunho filantrópico; e, ainda, as sociedades fundadas com a sanção do governo português, portanto com aparência legal, como é o caso da Academia Científica do Rio de Janeiro – fechada em 1779 depois de esvaziada. Reorganizada com o nome de "Sociedade Literária", para ser suspensa, mais tarde em 1794, por razões políticas, tendo seus membros aprisionados por acusação de conspiração a independência da colônia.